# Невиркув
Невиркув (пол. Niewirków) — деревня в Замойском повете Люблинского воеводства Польши. Входит в состав гмины Мёнчин. Находится примерно в 18 км к востоку от центра города Замосць. По данным переписи 2011 года, в деревне проживало 519 человек.
В 1975—1998 годах деревня входила в состав Замойского воеводства.

## Население
Демографическая структура по состоянию на 31 марта 2011 года:
|         | Всего | До трудоспособного возраста | Трудоспособного возраста | Старше трудоспособного возраста |
| ------- | ----- | --------------------------- | ------------------------ | ------------------------------- |
| Мужчины | 269   | 70                          | 166                      | 33                              |
| Женщины | 250   | 52                          | 127                      | 71                              |
| Всего   | 519   | 122                         | 293                      | 104                             |